# La Vanguardia (Santa Fe)
La Vanguardia es una localidad del departamento Constitución, provincia de Santa Fe, República Argentina. Se ubica a 223 km de la capital provincial y a 7 km del pueblo Cepeda.
Está rodeada por dos arroyos, el arroyo Cabral (1,8 km al noreste) ―antes Arroyo del Sauce― y el arroyo Pavón (2,3 km al sursureste), el cual culmina en el famoso salto de Fighiera.

## Población
Cuenta con 420 habitantes (Indec, 2010), lo que representa un descenso del 2,5% frente a los 455 habitantes (Indec, 2001) del censo anterior.
| Gráfica de evolución demográfica de La Vanguardia entre 1991 y 2010 |
|                                                                     |
| Fuente: Censos nacionales del INDEC                                 |

## Toponimia
El lugar toma su nombre de un hecho histórico nacional, referente a la batalla de Pavón.
Durante los primeros días de septiembre de 1861, la vanguardia del ejército del general Urquiza acampó en este lugar. Después, el lunes 9 de septiembre de 1861, se dirigió hacia San Nicolás. A mitad de camino, el martes 17 de septiembre de 1861, fue interceptado a orillas del arroyo Pavón (3 km al oeste del actual pueblo de Rueda) por las fuerzas unitarias porteñas del general Mitre. En la batalla de Pavón, Urquiza derrotó a Mitre.
En 1857 se había inaugurado oficialmente el primer ferrocarril argentino y surge entonces la necesidad de unir las localidades de Rosario y Pergamino. En 1905, el Sr. Felipe Larrivieri dona 20 hectáreas de sus terrenos a la Compañía General de Buenos Aires (empresa de capitales franceses), que construye las líneas férreas. El 27 de noviembre de 1910 las tierras se lotean y se rematan. Si bien no existe acta fundacional, se considera a esta como la fecha de fundación del pueblo.

## Geografía

### Sismicidad
El último cimbronazo fue a las 3.20 UTC-3 del 5 de junio de 1888 (ver terremoto del Río de la Plata en 1888). La región responde a las subfallas «del río Paraná», y «del río de la Plata», y a la falla de «Punta del Este», con sismicidad baja; y su última expresión se produjo hace 136 años, con una magnitud aproximadamente de 4,5 en la escala de Richter

## Política

### Presidentes Comunales
|  | Nombre             | Partido | Inicio mandato          | Fin mandato             | Observaciones                          |
|  | ------------------ | ------- | ----------------------- | ----------------------- | -------------------------------------- |
|  | Julio Mascani      | PJ      | 10 de diciembre de 1983 | 10 de diciembre de 1985 |                                        |
|  | Julio Mascani      | PJ      | 10 de diciembre de 1985 | 10 de diciembre de 1987 |                                        |
|  | Julio Mascani      | PJ      | 10 de diciembre de 1987 | 10 de diciembre de 1989 |                                        |
|  | Julio Mascani      | PJ      | 10 de diciembre de 1989 | 10 de diciembre de 1991 |                                        |
|  | Julio Mascani      | PJ      | 10 de diciembre de 1991 | 10 de diciembre de 1993 |                                        |
|  | Julio Mascani      | PJ      | 10 de diciembre de 1993 | 10 de diciembre de 1995 |                                        |
|  | Julio Mascani      | PJ      | 10 de diciembre de 1995 | 10 de diciembre de 1997 |                                        |
|  | Julio Mascani      | PJ      | 10 de diciembre de 1997 | 10 de diciembre de 1999 |                                        |
|  | Julio Mascani      | PJ      | 10 de diciembre de 1999 | 10 de diciembre de 2001 |                                        |
|  | Julio Mascani      | PJ      | 10 de diciembre de 2001 | 10 de diciembre de 2003 |                                        |
|  | Julio Mascani      | PJ      | 10 de diciembre de 2003 | 10 de diciembre de 2005 |                                        |
|  | Juan Carlos Divita | FPCyS   | 10 de diciembre de 2005 | 10 de diciembre de 2007 |                                        |
|  | Juan Carlos Divita | FPCyS   | 10 de diciembre de 2007 | 10 de diciembre de 2009 |                                        |
|  | Juan Carlos Divita | FPCyS   | 10 de diciembre de 2009 | 10 de diciembre de 2011 |                                        |
|  | Juan Carlos Divita | FPCyS   | 10 de diciembre de 2011 | 10 de diciembre de 2013 |                                        |
|  | Juan Carlos Divita | FPCyS   | 10 de diciembre de 2013 | 10 de diciembre de 2015 |                                        |
|  | Juan Carlos Divita | FPCyS   | 10 de diciembre de 2015 | 1 de septiembre de 2017 | No cumple mandato por deceso           |
|  | Juan Brusa         | FPCyS   | 2 de septiembre de 2017 | 10 de diciembre de 2017 | Suplente por fallecimiento del titular |
|  | Juan Brusa         | FPCyS   | 10 de diciembre de 2017 | 10 de diciembre de 2019 |                                        |
|  | Juan Brusa         | FPCyS   | 10 de diciembre de 2019 | 10 de diciembre de 2021 |                                        |
|  | Omar Lombardi      | PJ      | 10 de diciembre de 2021 | 10 de diciembre de 2023 |                                        |